# حمله گرگ

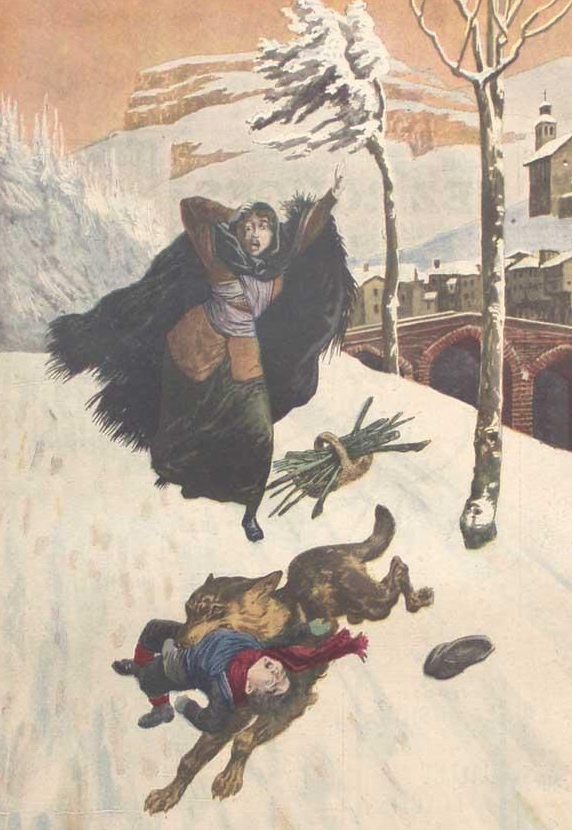
نگاره‌ای از حملهٔ وحشیانهٔ یک گرگ به کودکی در شمال اسپانیا که در شمارهٔ سال ۱۹۱۴ ژورنال لو پُتی چاپ گردید

حمله گرگ (انگلیسی: Wolf attack) با وجود اینکه امروزه هم حملات گرگ‌ها غیرقابل اجتناب می‌باشد اما پراکنش، موقعیت جغرافیایی و دورهٔ تاریخی وقوع آنها متفاوت است. حملهٔ گرگ‌های خاکستری معمولاً بسیار به ندرت صورت می‌پذیرد به دلیل آنکه اغلب اوقات با کشته شدن یا تلفات شدید همراه است و حتی واکنش انسان‌ها می‌تواند همراه با نابودی آنها باشد. در نتیجه، امروزه گرگ‌ها معمولاً از بیشتر انسان‌ها اجتناب می‌نمایند یا گرایش و توانایی آنها در مناطق پُر خطر تحت کنترل قرار گرفته. تاریخی‌ترین رکورد ثبت شده مربوط به کشور فرانسه است که از سال ۱۲۰۰ تا ۱۹۲۰ میلادی بالغ بر ۷۶۰۰ حملهٔ منجر به مرگ و کشته شدن توسط گرگ‌ها در آن ثبت گردیده‌است. در دنیای مدرن امروزی، حملات بسیاری نیز در کشور هند و کشورهای همجوار آن اتفاق افتاده‌است. سوابق تاریخی بسیاری نیز از حملات مکرر گرگ‌ها در منطقهٔ آمریکای شمالی گزارش و ثبت شده‌است. در نیم قرن منتهی به سال ۲۰۰۲ میلادی، ۸ حملهٔ مرگبار در اروپا و روسیه، ۳ حمله در آمریکای شمالی و بیش از ۲۰۰ حمله در جنوب آسیا به ثبت رسیده‌است. کارشناسان حیات وحش، عمده دلایل شکل دهندهٔ حملات گرگ‌ها را به اقسام مختلفی همچون؛ هاری، شکارگری، خوی تهاجمی و در نهایت موضوع تطبیق ضد شکارگری ارتباط می‌دهند. گزش گرگ‌های مبتلا به بیماری هاری، ۱۵ مرتبه از گزش سگ‌های هار مهلک‌تر و خطرناک‌تر است.

## نگارخانه

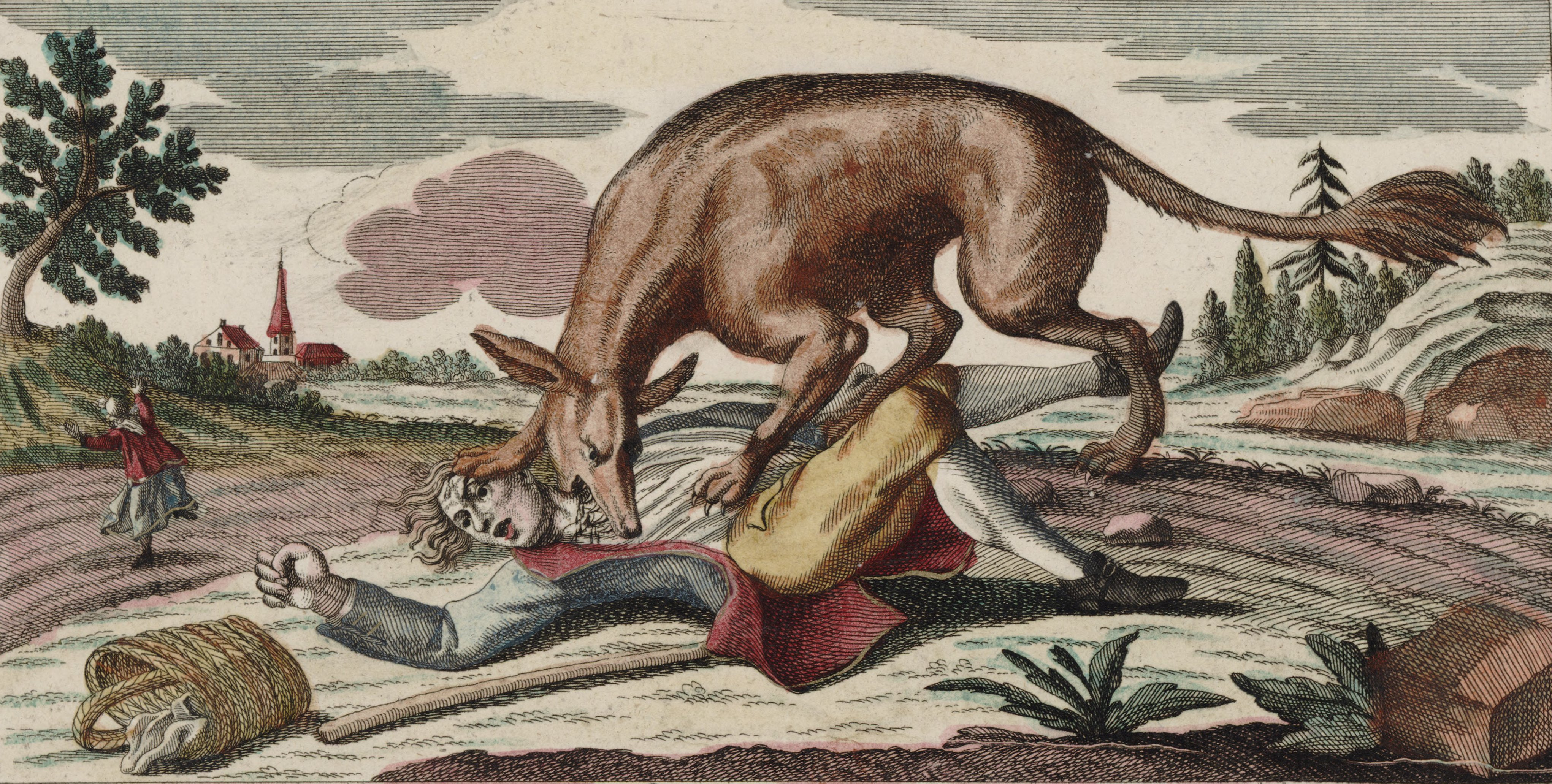
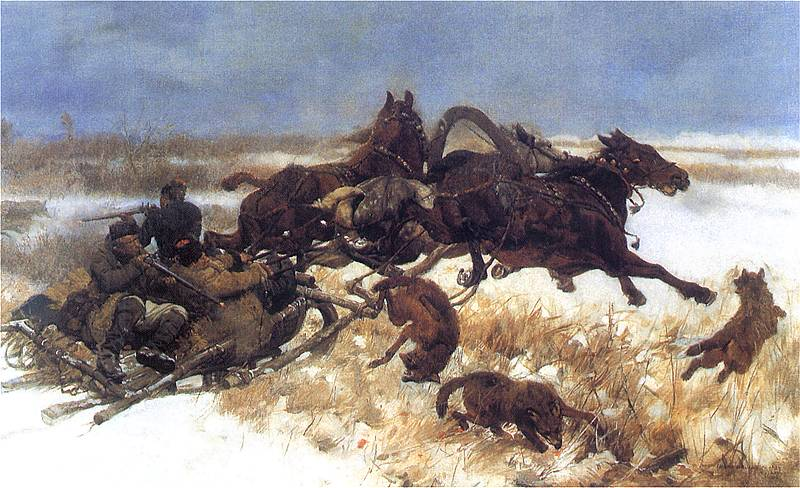
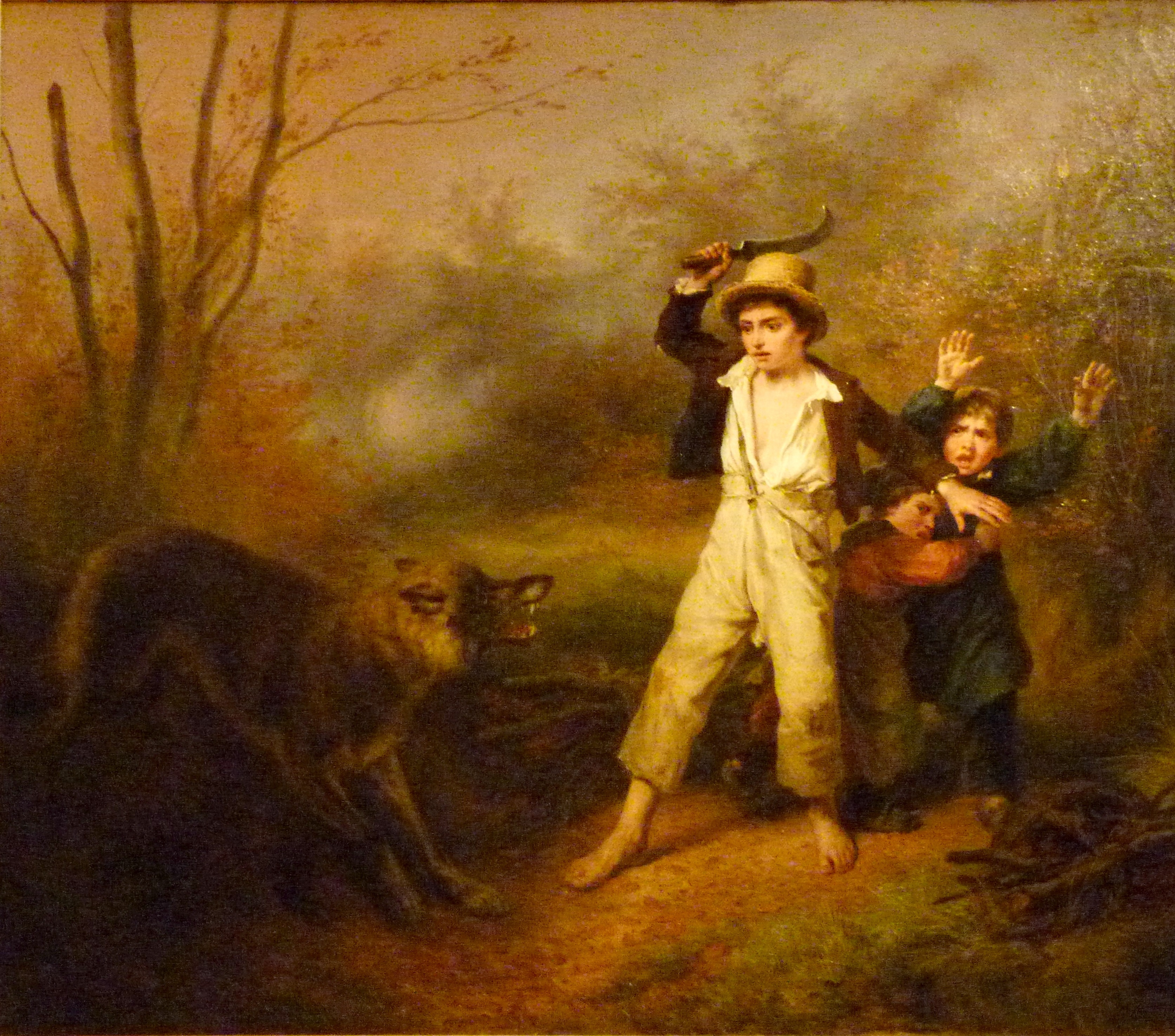
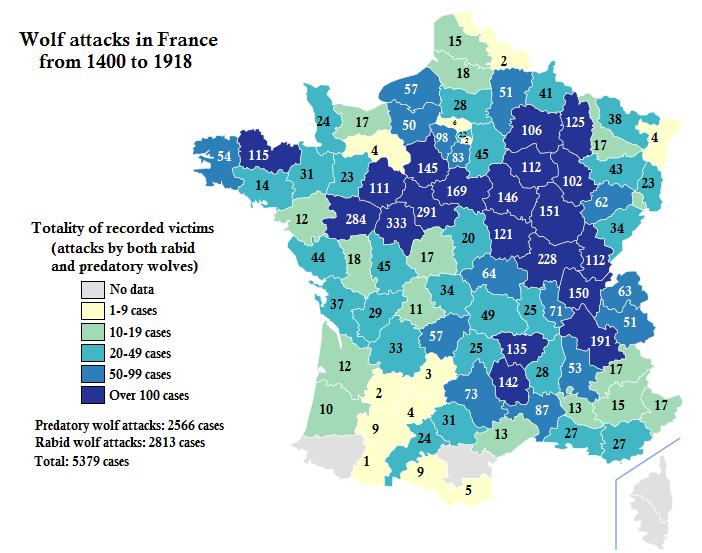
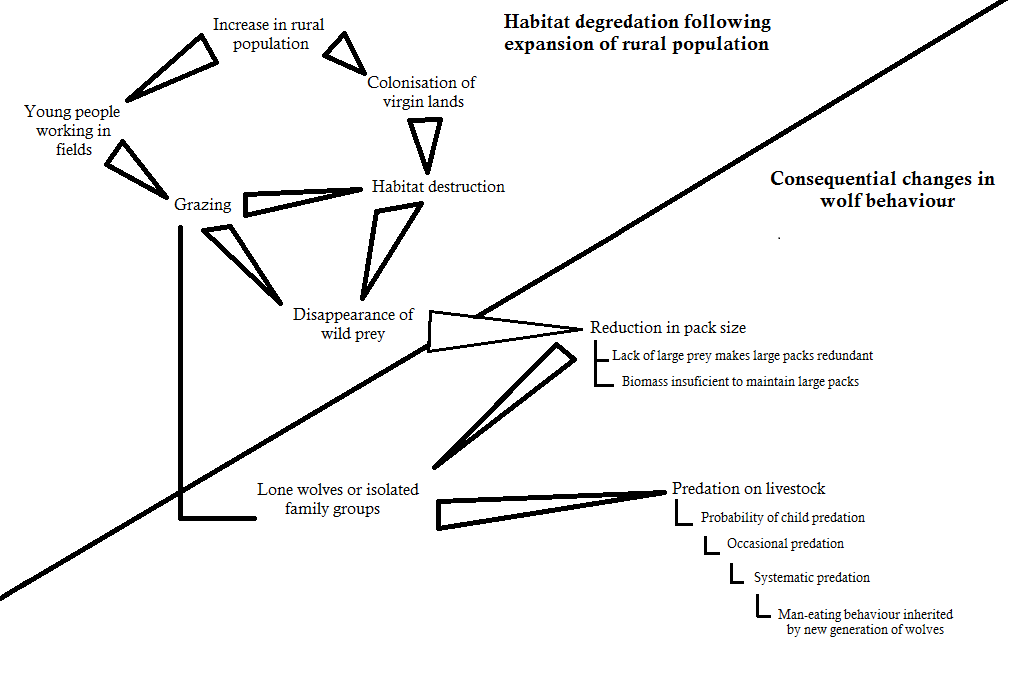